# Мелісса Гілл
Лоррі Ц. Лізама (англ. Lorrie C. Lizama, нар. 8 січня 1970, Сан-Франциско, Каліфорнія, США), відома як Меліса Гілл (англ. Melissa Hill) — колишня американська порноакторка і порнорежисерка.

## Життєпис
Уродженка Сан-Франциско. Більшу частину дитинства вивчала балет. Працювала інструкторкою п'ять років після закінчення середньої школи.
У порноіндустрію потрапила в 1993 році і протягом наступних 10 років з'явилася в понад 200 порнофільмах різних продюсерів.
В інтерв'ю в 2015 році заявила, що залишила порноіндустрію, бо не хотіла старіти перед камерою, не отримувала нових контрактів і не хотіла стати жертвою пластичної хірургії.

## Нагороди
- 1997 AVN Award — Краща жіноча сцена сексу, фільм (Dreams of Desire)[3]
- 1997 AVN Award — краща акторка, фільм (Penetrator 2: Grudgefuck Day)
- 1998 AVN Award — краща акторка другого плану, фільм (Bad Wives)
- 2014 включена в Зал слави AVN
- 2015 включена в зал слави XRCO[5]
- 2015 включена в Зал слави Legends of Erotica[6]